# Elecciones presidenciales de Ruanda de 2003
Las elecciones presidenciales se llevaron a cabo en Ruanda el 25 de agosto de 2003. Fueron las primeras elecciones posteriores al Genocidio de Ruanda, y las primeras elecciones presidenciales con más de un candidato en la historia del país. Paul Kagame, el presidente provisional y líder del Frente Patriótico Ruandés, obtuvo la victoria con el 95% de los votos válidos.

## Resultados
| Candidato                          | Partido                            | Votos     | %    |
| ---------------------------------- | ---------------------------------- | --------- | ---- |
| Paul Kagame                        | Frente Patriótico Ruandés          | 3.544.777 | 95.0 |
| Faustin Twagiramungu               | Independiente                      | 134.865   | 3.6  |
| Jean-Népomuscène Nayinzira         | Independiente                      | 49.634    | 1.3  |
| Votos en blanco/anulados           | Votos en blanco/anulados           | 84.920    | –    |
| Total                              | Total                              | 3.813.926 | 100  |
| Votantes registrados/participación | Votantes registrados/participación | 3.948.749 | 96.5 |
| Fuente: Adam Carr                  |                                    |           |      |